# Chiesa del Santissimo Salvatore (Napoli)
La chiesa del Santissimo Salvatore è una chiesa di Napoli, sita nel centro storico del quartiere periferico di Piscinola, di cui è la chiesa principale.

## Storia e descrizione
Fu elevata a parrocchia ancor prima del Concilio Tridentino, come attestano i registri dei nati e dei morti conservati nell'Archivio parrocchiale; esisteva sicuramente prima dell'anno 1033, come risulta da un manoscritto rogato, nel quale si menziona, tra l'altro, la particolare devozione dei piscinolesi per il Santissimo Salvatore, già eletto a protettore dell'abitato. Forse la fondazione della chiesa risale intorno alla seconda metà del X secolo.
La chiesa fu rifatta nel XIV secolo in stile gotico, ma fu gravemente danneggiata dai terremoti nel corso dei secoli successivi, come da quello terribile del 1688, lo stesso terremoto che devastò la basilica di San Paolo Maggiore a Napoli. La chiesa fu ristrutturata dopo qualche anno in stile barocco, ad una navata rettangolare, con cappelle laterali dei santi patroni. Sugli altari laterali e su quello maggiore furono collocate le tele rappresentanti i santi venerati.
La chiesa presentava gli arredi del periodo precedente al Concilio Vaticano II, ossia il pulpito in legno, la balaustra in marmo e il fonte battesimale, con l'assenza della mensa centrale. Nei restauri che si susseguirono dopo il 1950 la chiesa assunse la forma attuale: fu rieseguita la facciata, con allineamento al campanile, fu ridisegnato l'altare maggiore, con la collocazione della statua del Santissimo Salvatore e furono anche collocate le statue lignee di Sant'Antonio di Padova, San Biagio e Sant'Antonio Abate, tutte opere del XVIII secolo.
Durante uno di questi interventi di restauro, è emerso dall'intonaco un bell'affresco risalente al XIV secolo, definito dagli esperti "di chiara scuola giottesca napoletana", rappresentante il volto della Madonna della Misericordia. L'affresco è stato staccato ed incastonato sopra l'altare maggiore.
Nei primi anni del 2000, la chiesa è stata di nuovo restaurata, così pure l'organo in legno del XVII secolo, la facciata e le capriate del tetto. È stato poi realizzato un oratorio, con un teatro e degli spazi all'aperto per lo sport ed il tempo libero.
Nelle cavità della chiesa sono presenti gli ipogei comuni precedenti al XIX secolo, separati per gli adulti e per i bambini, di cui si conserva anche la lapide marmorea di accesso.